# Australian Open 1992
L'Australian Open 1992 è stata l'80ª edizione dell'Australian Open e prima prova stagionale dello Slam per il 1992. Si è disputato dal 13 al 26 gennaio 1992 sui campi in cemento del Melbourne Park di Melbourne in Australia.

## Risultati

### Singolare maschile
Jim Courier ha battuto in finale  Stefan Edberg con il punteggio di 6–3, 3–6, 6–4, 6–2

### Singolare femminile
Monica Seles ha battuto in finale  Mary Joe Fernández con il punteggio di 6–2, 6–3

### Doppio maschile
Todd Woodbridge /  Mark Woodforde hanno battuto in finale  Kelly Jones /  Rick Leach con il punteggio di 6–4, 6–3, 6–4

### Doppio femminile
Arantxa Sánchez Vicario /  Helena Suková hanno battuto in finale  Mary Joe Fernández /  Zina Garrison per 6–4, 7–6(2)

### Doppio misto
Arantxa Sánchez Vicario /  Todd Woodbridge hanno battuto in finale  Zina Garrison /  Rick Leach con il punteggio di 7–5, 6–4

## Juniors

### Singolare ragazzi
Grant Doyle ha battuto in finale  Brian Dunn con il punteggio di 6–2, 6–0

### Singolare ragazze
Joanne Limmer ha battuto in finale  Lindsay Davenport con il punteggio di 7–5, 6–2

### Doppio ragazzi
Grant Doyle /  Brad Sceney hanno battuto in finale  Lex Carrington /  Jason Thompson con il punteggio di 6–4, 6–4

### Doppio ragazze
Lindsay Davenport /  Nicole London hanno battuto in finale  Maija Avotins /  Joanne Limmer con il punteggio di 6–2, 7–5